# Akcesja (bibliotekoznawstwo)

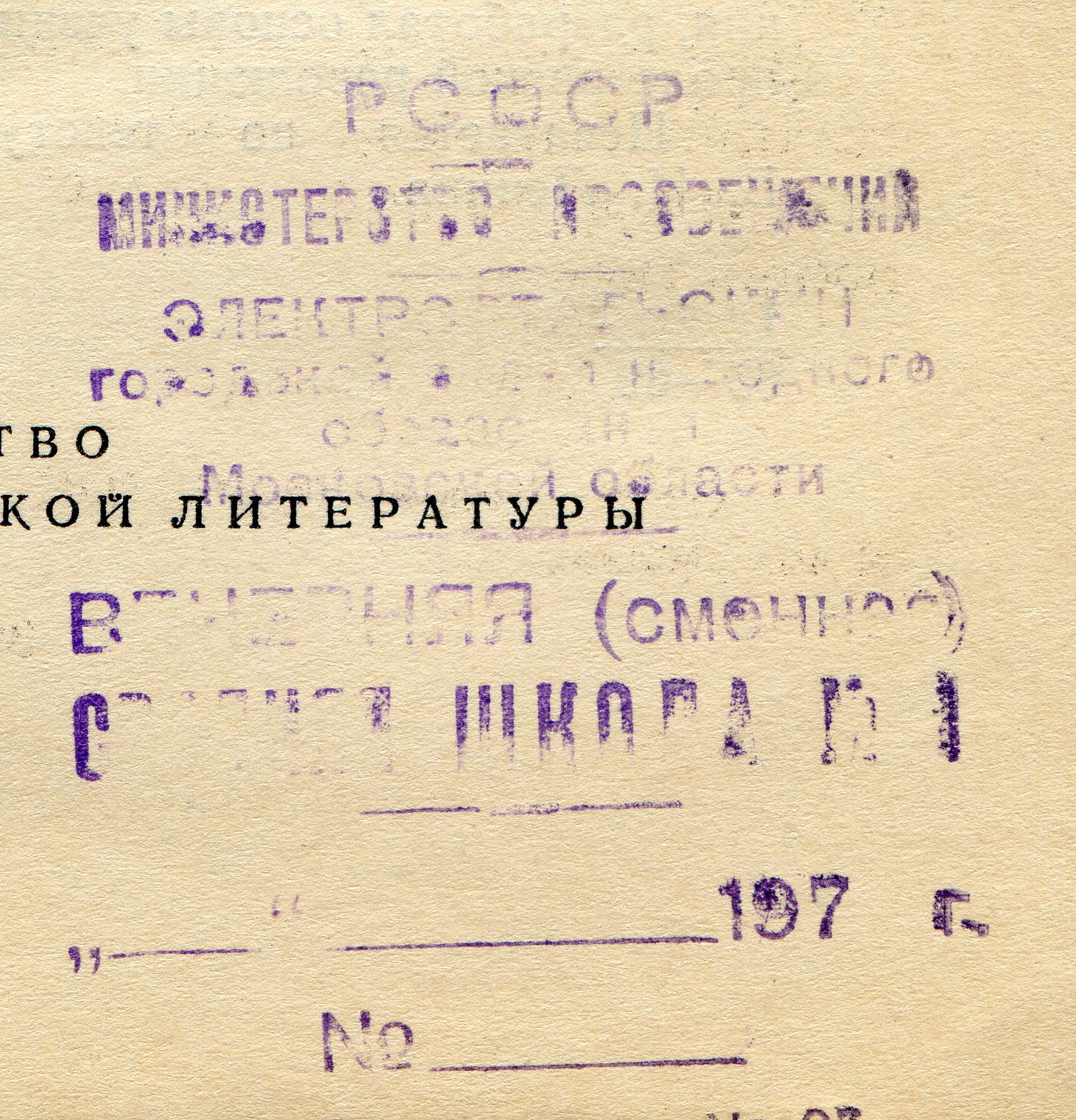
Radziecki stempel akcesyjny bez wpisanej daty akcesji

Akcesja (z łac. accedo tzn. przyłączam się) w bibliotekoznawstwie to:
1. Czynności wykonywane  przy włączaniu do zbiorów bibliotecznych[1] lub archiwalnych wpływających do biblioteki lub archiwum dokumentów. Polegają one na wpisywaniu ich, najczęściej w kolejności otrzymania, do odpowiednich ksiąg[1] i kartotek wpływów (nabytków) oraz opatrzeniu poszczególnych pozycji kolejnym (bieżącym) numerem wpływu.
2. Nazwa wyodrębnionego działu nabytków.  Takie wyspecjalizowane działy funkcjonują tylko w większych bibliotekach.
3. Może oznaczać dopływ, czyli tę część zasobu archiwum, która właśnie wpłynęła.
4. Znak literowo-wodny umieszczany na książce, na odwrocie karty tytułowej. Akcesja podaje sposób i czas nabycia oraz numer pozycji w księdze akcesyjnej (księdze inwentarzowej).